# In My Pocket
| Recensione | Giudizio |
| ---------- | -------- |
| AllMusic   | [ 1 ]    |

In My Pocket è un singolo della cantante e attrice statunitense Mandy Moore, pubblicato nel 2001 ed estratto dal suo terzo album in studio Mandy Moore.

## Video
Il videoclip di In My Pocket è stato diretto da Matthew Rolston.

## Tracce (parziale)
CD maxi-single enhanced, Europa
Testi e musiche di Emilio Estefan, Gian Marco Zignago, Liza Quintana, Randall Barlow.
1. In My Pocket (Album Version)
2. In My Pocket (Brandnew Radio Mix)
3. In My Pocket (Hex Hector Main 7" Mix)
4. In My Pocket (Thunderpuss Club Mix)
5. In My Pocket – Video

12", USA
Testi e musiche di Emilio Estefan, Gian Marco Zignago, Liza Quintana, Randall Barlow.
1. In My Pocket (Album Version)
2. In My Pocket (Brandnew Radio Mix)
3. In My Pocket (Hex Hector Main 7" Mix)
4. In My Pocket (Thunderpuss Club Mix)

12" Promo, USA
Testi e musiche di Emilio Estefan, Gian Marco Zignago, Liza Quintana, Randall Barlow.
1. In My Pocket (Album Version)
2. In My Pocket (Instrumental)
3. In My Pocket (A Cappella)

CD, In My Pocket (Remixes), Brasile
Testi e musiche di Emilio Estefan, Gian Marco Zignago, Liza Quintana, Randall Barlow.
1. In My Pocket (Album Version) – 3:40
2. In My Pocket (Hex Main 7" Mix) – 3:28 – Remix – Hex Hector
3. In My Pocket (Hex Main 7" Mix Guitar-A-Pella) – 3:32 – Remix – Hex Hector
4. In My Pocket (Thunderpuss Club Mix) – 9:53 – Remix – Thunderpuss
5. In My Pocket (Thunderpuss Club Mix Vox Up) – 9:53 – Remix – Thunderpuss
6. In My Pocket (Thunderpuss Tribe-A-Pella) – 5:45 – Remix – Thunderpuss
7. In My Pocket (Thunderdub) – 9:24 – Remix – Thunderpuss
8. In My Pocket (Thunderpuss Radio Mix) – 3:52 – Remix – Thunderpuss
9. In My Pocket (Soul Solution Uptempo Radio Mix) – 3:07 – Remix – Soul Solution
10. In My Pocket (Soul Solution Extended Club Mix) – 5:50 – Remix – Soul Solution
11. In My Pocket (Soul Solution Dance Up Mix) – 3:09 – Remix – Soul Solution
12. In My Pocket (Soul Solution Pop R&B Mix) – 3:58 – Remix – Soul Solution

Durata totale: 65:31

## Crediti
- Mandy Moore - voce
- Liza Quintana - cori
- Tommy Anthony - cori